# Ивана Кекин
Ивана Кекин (рођена Новосел; 24. јануар 1984) је хрватска психотерапеуткиња и политичарка која је била посланица у Хрватском сабору и потпредседник Загребачке скупштине од 2021. 

## Рани живот и образовање
Ивана Новосел је рођена 1984. у Загребу. Одрасла је у Светом Ивану Зелини, у домаћинству са осморо деце, где је завршила основну школу и општу гимназију. 2002. преселила се у Загреб и уписала Медицински факултет Универзитета у Загребу, који је дипломирала 2008.  Током студија упознала је свог будућег супруга Милета Кекина. 2010. запослила се у Сермону, компанији за клиничка испитивања, и тамо је радила све док се 2011. године није уписала на специјализацију из психијатрије на Универзитетској болничкој болници Загреб.   Ивана Кекин је положила испит из психијатрије 2016., а докторирала је 2018. на Медицинском факултету за своју докторску тезу „Брзина церебралног протока код пацијената са првом психотичном епизодом“. 2020. постала је субспецијалиста психотерапије на Универзитетској болничкој болници Загреб. 

## Политичка каријера
У јануару 2016. након парламентарних избора 2015., Кекин се придружила Новој левици, незадовољна поступцима нове владе коју је предводила Хрватска демократска заједница (ХДЗ) Томислава Карамарка . Учествовала је у протесту „Хрватска може боље“ за нову реформу школског програма 1. јуна и одржала говор у којем је нагласила да је то протест за будућност и „... [децу] која неће пунити аутобусе за Штутгарт, али ће знати како да се добро снађу овде“.  

### Хрватски сабор
Током парламентарних избора у јулу 2020., Кекин се кандидовала за посланицу у Хрватском сабору у VII изборној јединици за Зелено-левичарску коалицију, која је освојила једно место које је припало Ради Борић .  У септембру 2020. Кекин је постала председница Нове левице.  У септембру 2021. постала је посланица у Хрватском сабору као Борићева заменица, која је отишла да би се фокусирала на политику Загреба.  Убрзо након тога, у октобру, Кекин се придружила неколико одбора: Одбору за здравство и социјалну политику, Одбору за породицу, младе и спорт, Одбору за међупарламентарну сарадњу, Одбору за правосуђе и Одбору за равноправност полова.  Током свог мандата, била је активна по питањима приватизације здравствене заштите, менталног здравља младих, проблематичног коцкања и фемицида.
Почетком 2023. водила је кампању „Није добро за поморско добро” као одговор на амандман који би омогућио доделу јавних поморских ресурса приватним концесијама „на периоде од неколико десетина година“, као део шире измене Закона о поморском домену и морским лукама. Одржане су јавне расправе, а петиција против амандмана прикупила је око 30.000 потписа, што је резултирало његовим избацивањем из коначне верзије закона.     Кекинов рад је такође допринео новим амандманима на Закон о коцкању, који је добио огромну подршку свих странака са 131 гласом за, од 151. Међу новим законима су забрана слот машина у кафићима и строжа правила оглашавања.  
Током свог мандата, од 2021. до 2024., била је заменик члана Парламентарне скупштине Савета Европе. 
16. маја 2024. на ламентарним изборима, Кекин је поново изабрана у Хрватски сабор у изборној јединици I. Дана 25. маја постала је председница Одбора за здравство и социјалну политику, а у јуну се придружила Одбору за људска права и права националних мањина. 

## Лични живот
Кекин је удата за Милета Кекина, фронтмена бенда Хладно Пиво, са којим има сина и ћерку. Такође се појавила у музичком споту Хладног пива из 2013. за песму „Било који број“. Миле Кекин је такође певао о њој у свом соло синглу из 2025. „Илица и марица“ ( игра речи на „Ивица и Марица“). 